# Tossals d'Almatret i Riba Roja
Tossals d'Almatret i Riba Roja este o arie protejată (arie specială de conservare — SAC, sit de importanță comunitară — SCI, arie de protecție specială avifaunistică — SPA) din Spania întinsă pe o suprafață de 7.473,59 ha, integral pe uscat.

## Localizare
Centrul sitului Tossals d'Almatret i Riba Roja este situat la coordonatele 41°13′29″N 0°23′52″E / 41.2247°N 0.3977°E.

## Înființare
Situl Tossals d'Almatret i Riba Roja a fost declarat sit de importanță comunitară în decembrie 1997 pentru a proteja 54 de specii de animale. Alte tipuri de protecție:
- arie de protecție specială avifaunistică (în martie 2005)[2]
- arie specială de conservare (în noiembrie 2014)[1][3][4]

## Biodiversitate
Situată în ecoregiunea mediteraneană, aria protejată conține 4 habitate naturale: Pseudostepă cu ierburi și specii anuale de Thero-Brachypodietea, Tufărișuri termo-mediteraneene și de pre-deșert, Matorral arborescenți cu Juniperus spp., Păduri de pin mediteraneene cu pini mezogeni endemici.
La baza desemnării sitului se află mai multe specii protejate:
- păsări (48): uliu porumbar (Accipiter gentilis gentilis), lăcar mare (Acrocephalus arundinaceus), fluierar de munte (Actitis hypoleucos), pescăruș albastru (Alcedo atthis), rață mare (Anas platyrhynchos), fâsă-de-câmp (Anthus campestris), acvilă de munte (Aquila chrysaetos), Aquila fasciata, stârc cenușiu (Ardea cinerea), buha (Bubo bubo), șorecarul comun (Buteo buteo), ciocârlie-cu-degete-scurte (Calandrella brachydactyla), caprimulg (Caprimulgus europaeus), Certhia brachydactyla, șerpar (Circaetus gallicus), erete de stuf (Circus aeruginosus), erete vânăt (Circus cyaneus), porumbel de scorbură (Columba oenas), porumbel gulerat (Columba palumbus), dumbrăveancă (Coracias garrulus), egretă mică (Egretta garzetta), șoim călător (Falco peregrinus), vânturel roșu (Falco tinnunculus), cinteză (Fringilla coelebs), lișiță (Fulica atra), ciocârlan (Galerida cristata), Galerida theklae, găinușă de baltă (Gallinula chloropus), vulturul pleșuv sur (Gyps fulvus), acvilă pitică (Hieraaetus pennatus), capîntortură (Jynx torquilla), Lanius meridionalis, Larus michahellis, pescăruș râzător (Larus ridibundus), ciocârlie de pădure (Lullula arborea), prigoare (Merops apiaster), gaia neagră (Milvus migrans), muscar sur (Muscicapa striata), pietrar mediteranean (Oenanthe hispanica), Oenanthe leucura, Phalacrocorax carbo sinensis, cristei de baltă (Rallus aquaticus), mărăcinar negru (Saxicola torquatus), turturică (Streptopelia turtur), silvie de tufiș (Sylvia undata), fluierarul de zăvoi (Tringa ochropus), pănțărușul (Troglodytes troglodytes), pupăză (Upupa epops)
- mamifere (3): vidră de râu (Lutra lutra), liliacul mare cu potcoavă (Rhinolophus ferrumequinum), liliacul mic cu potcoavă (Rhinolophus hipposideros)
- pești (2): Cobitis paludica, Parachondrostoma miegii
- reptile (1): Mauremys leprosa

Pe lângă speciile protejate, pe teritoriul sitului au mai fost identificate 4 specii de amfibieni, 2 specii de mamifere, 1 specie de pești.